# Le Bestiaire ou Cortège d'Orphée
Le Bestiaire ou Cortège d'Orphée est un recueil de trente courts poèmes de Guillaume Apollinaire, illustrés de gravures sur bois de Raoul Dufy et paru en mars 1911.

## Genèse et publication
Dès 1906, Apollinaire et Pablo Picasso avaient imaginé un bestiaire illustré qui resta à l'état de projet. En 1908, Apollinaire fait paraître dans La Phalange, La Marchande des quatre saisons ou le bestiaire mondain, composé de dix-huit poèmes, sans illustrations. Celles-ci sont cependant annoncées dans la revue comme les « images au trait, gravées sur bois, qui accompagneront, lorsqu'il paraîtra en librairie, le divertissement dont nous donnons ici un poétique fragment ». Apollinaire décide de confier les gravures à Raoul Dufy et le recueil s'élabore courant 1910. Le poète compose douze nouveaux poèmes et remplace la Marchande, qui apparaissait dans trois des poèmes publiés par La Phalange, par le personnage d'Orphée. Apollinaire et Dufy, qui publient à compte d'auteurs, choisissent pour éditeur Deplanche, qui confiera l'ouvrage aux presses de Gauthier-Villars. Le Bestiaire est tiré à 120 exemplaires,,.

## Liste des poèmes
Le Bestiaire ou Cortège d'Orphée est composé de 30 poèmes :
- Orphée
- La Tortue
- Le Cheval
- La Chèvre du Thibet
- Le Serpent
- Le Chat
- Le Lion
- Le Lièvre

- Le Lapin
- Le Dromadaire
- La Souris
- L'Éléphant
- Orphée
- La Chenille
- La Mouche
- La Puce
- La Sauterelle
- Orphée
- Le Dauphin
- Le Poulpe
- La Méduse
- L'Écrevisse
- La Carpe
- Orphée
- Les Sirènes
- La Colombe
- Le Paon
- Le Hibou
- Ibis
- Le Bœuf

## Style
À la manière des Fables de La Fontaine, chaque poème brosse le portrait plein d'esprit d'un animal.

« Je souhaite dans ma maison
Une femme ayant sa raison,
Un chat passant parmi les livres,
Des amis en toute saison
Sans lesquels je ne peux pas vivre. »

— Le Chat - Guillaume Apollinaire

« Je connais un autre connin
Que tout vivant je voudrais prendre.
Sa garenne est parmi le thym
Des vallons du pays de Tendre. »

— Le Lapin - Guillaume Apollinaire

Bois gravés de Raoul Dufy
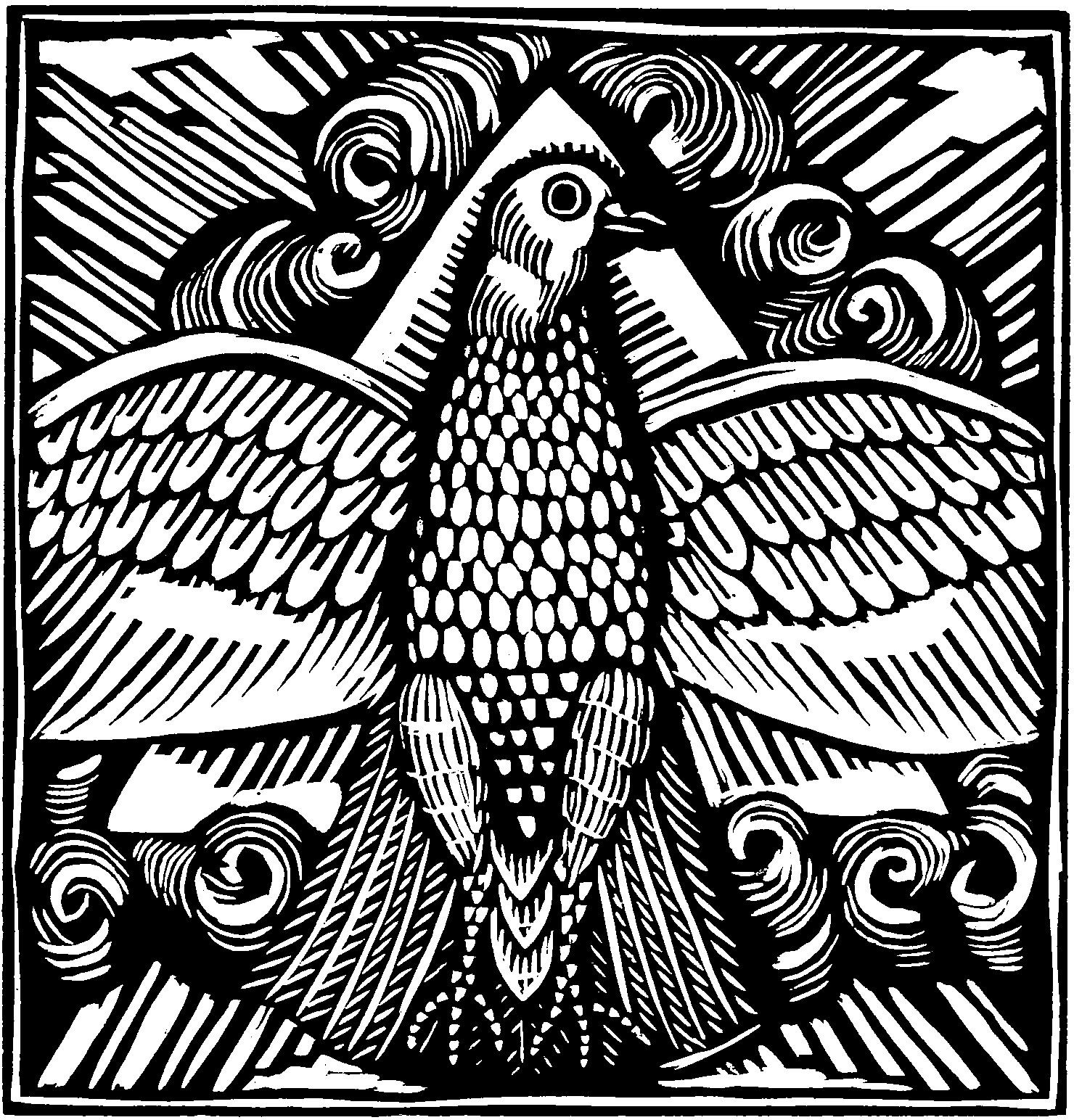
La Colombe
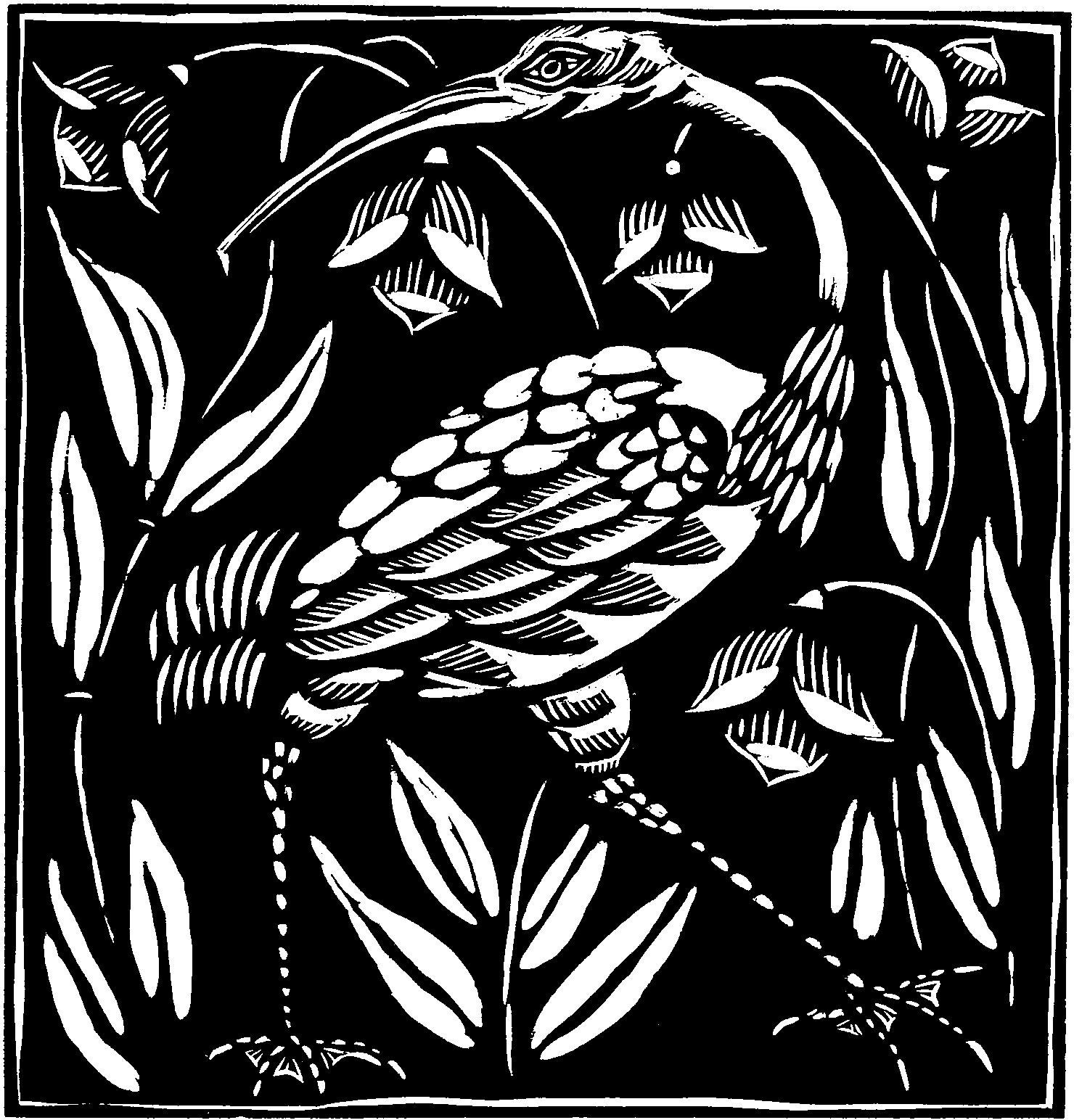
Ibis
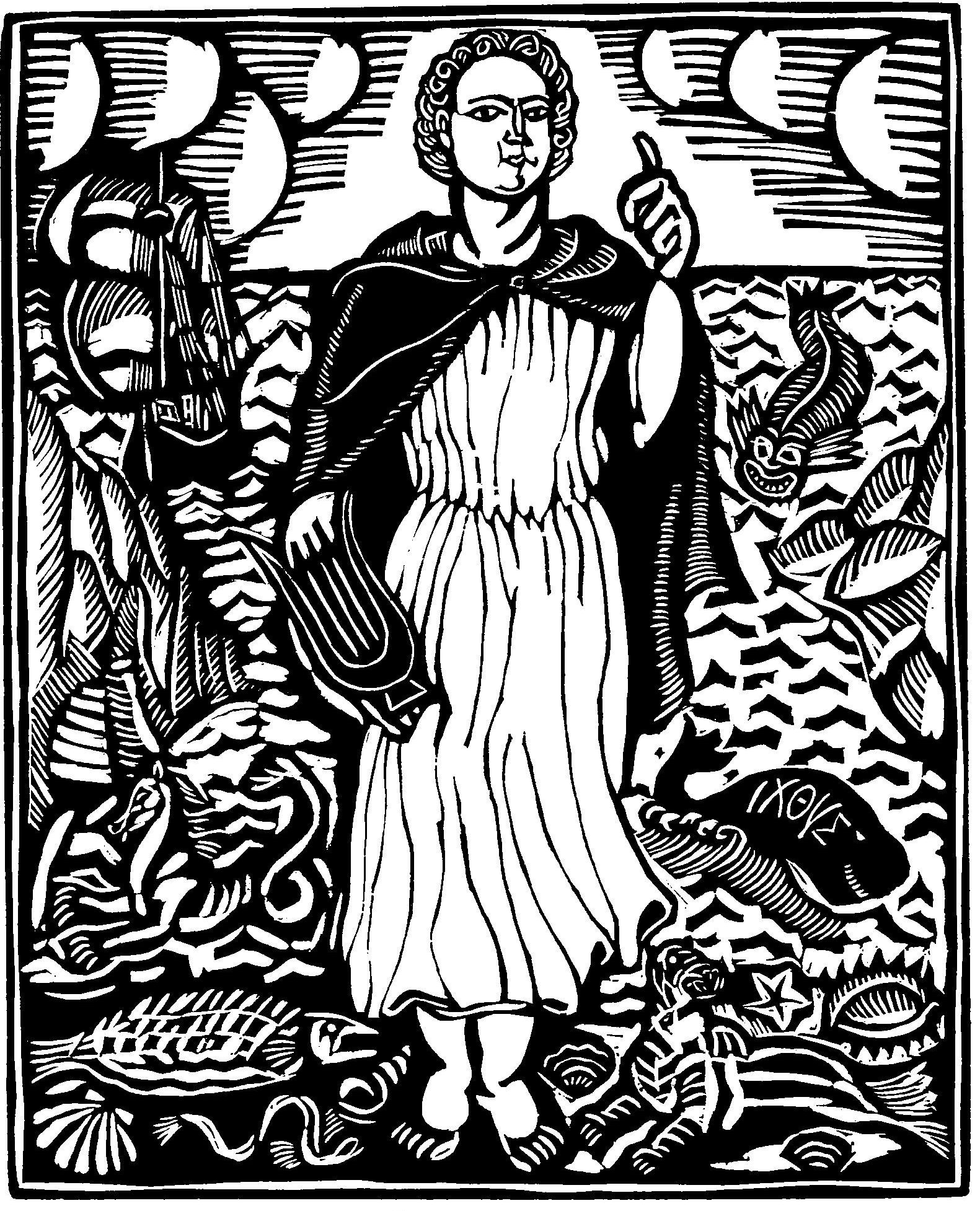
Orphée
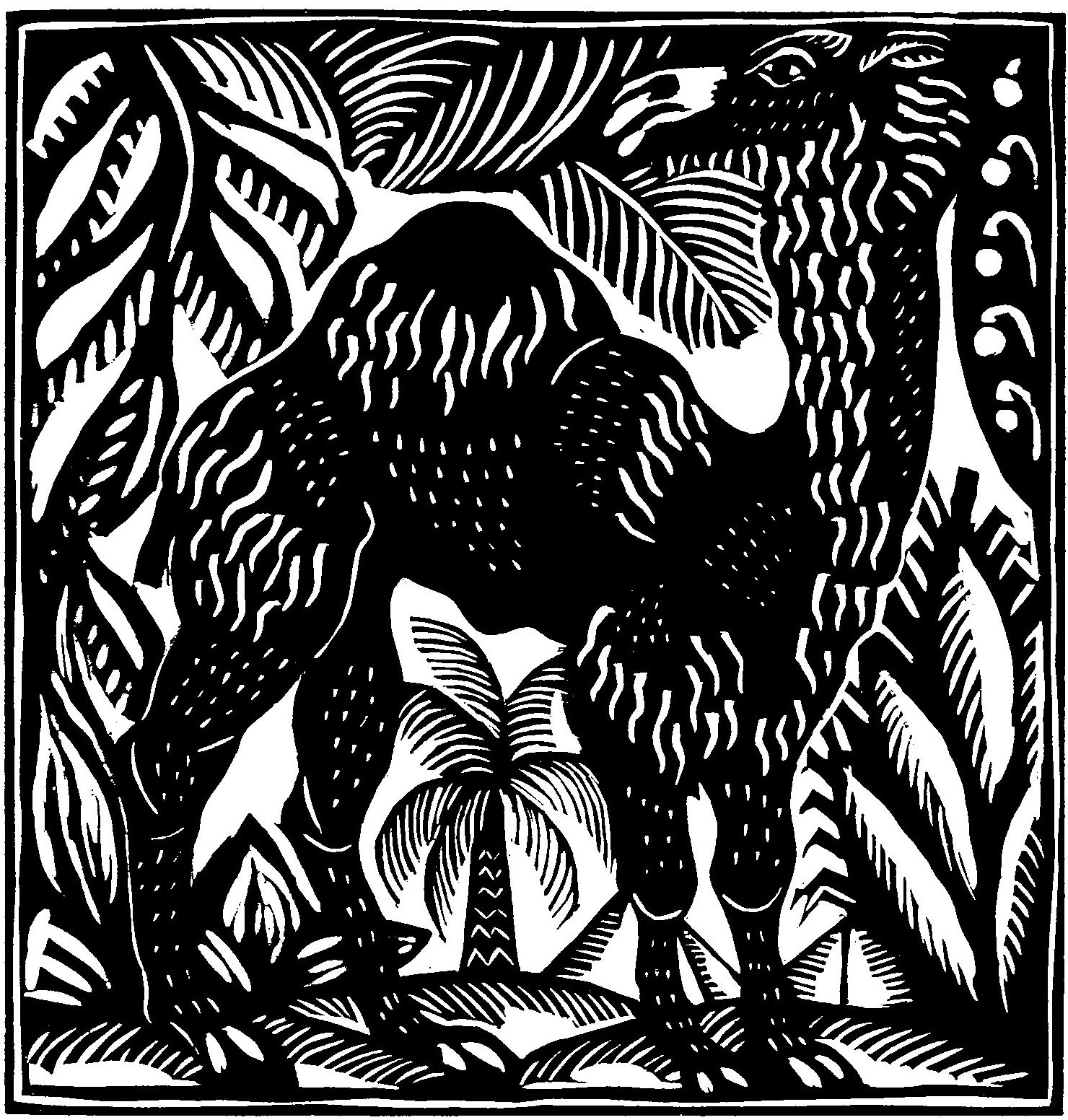
Le Dromadaire
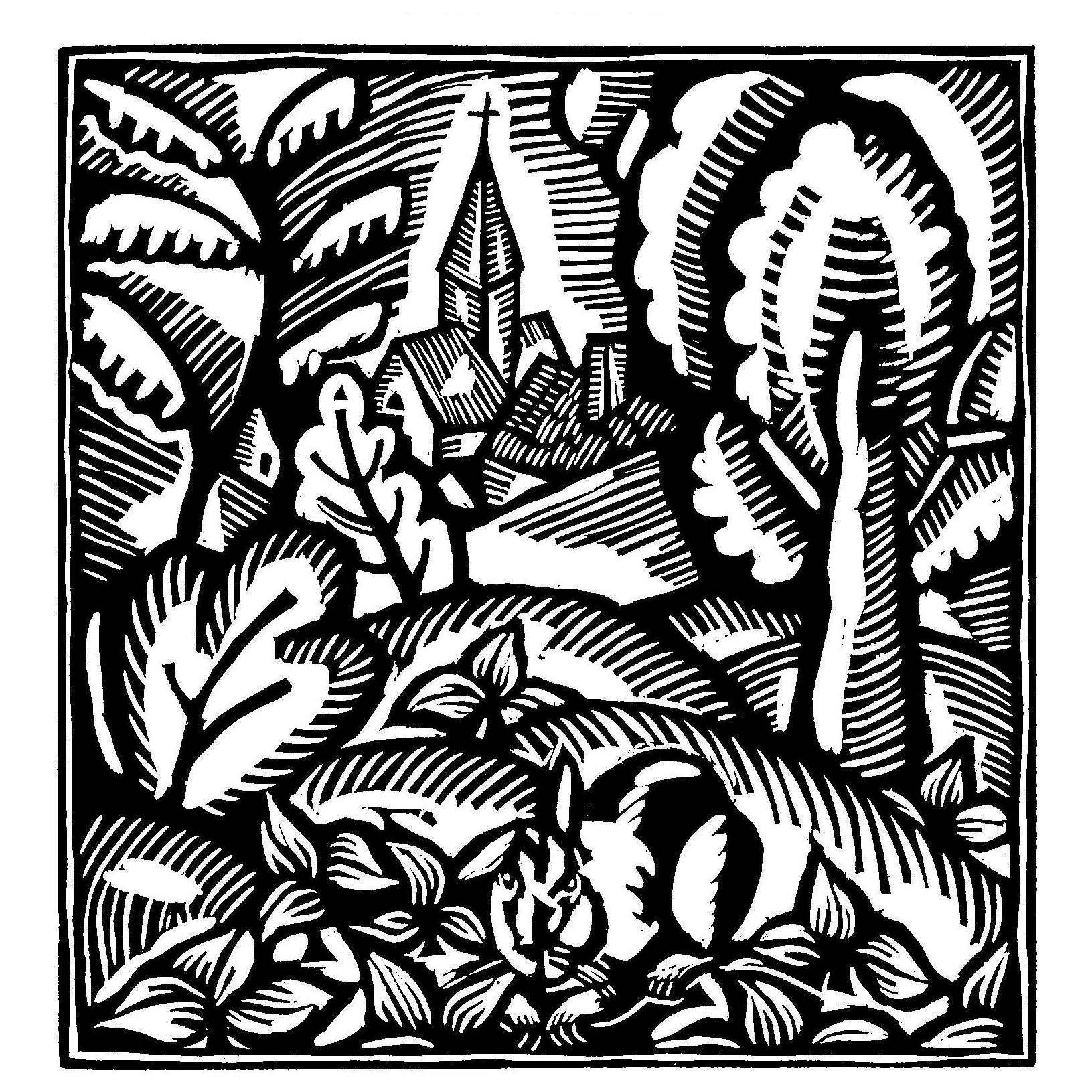
Le Lapin
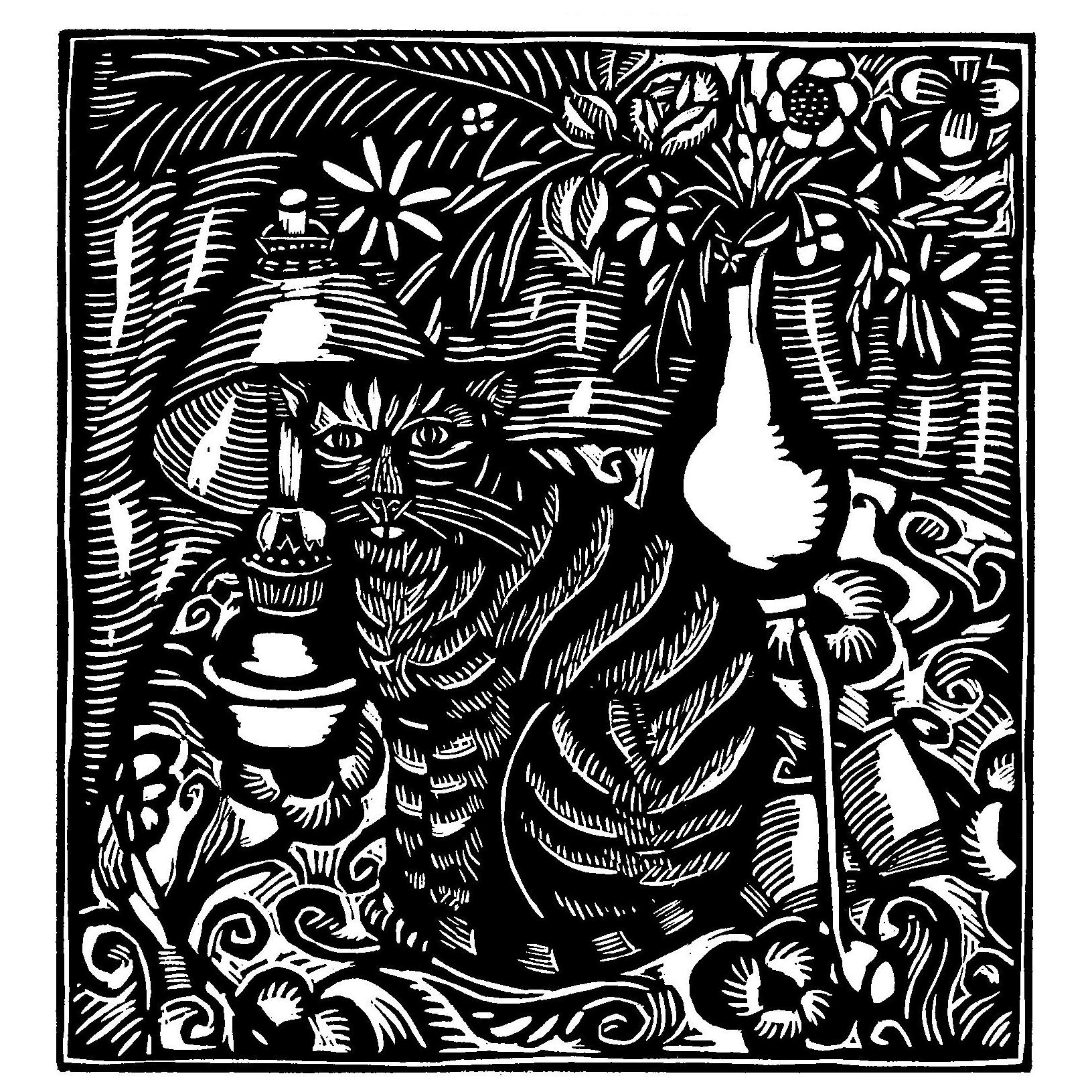
Le Chat
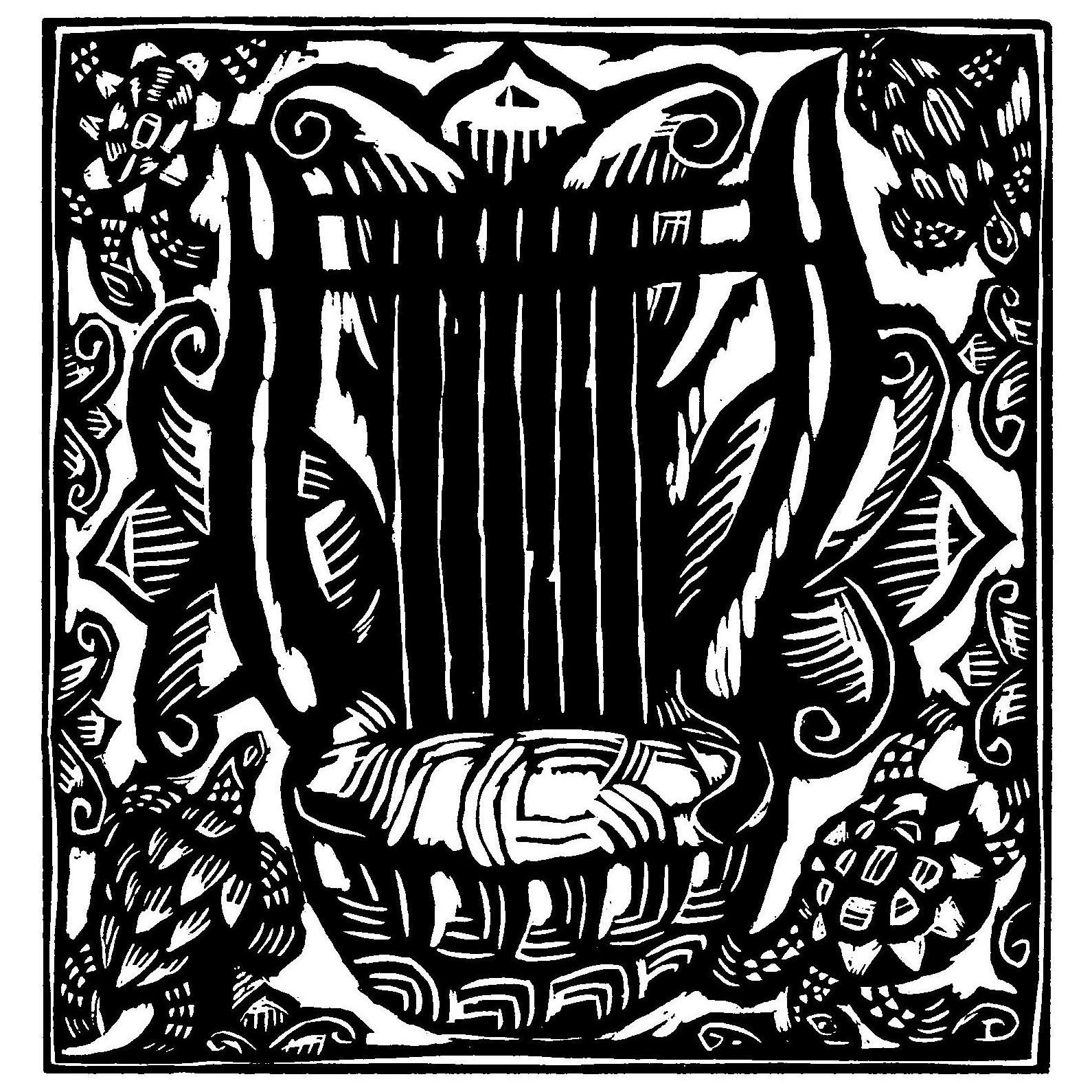
La Tortue
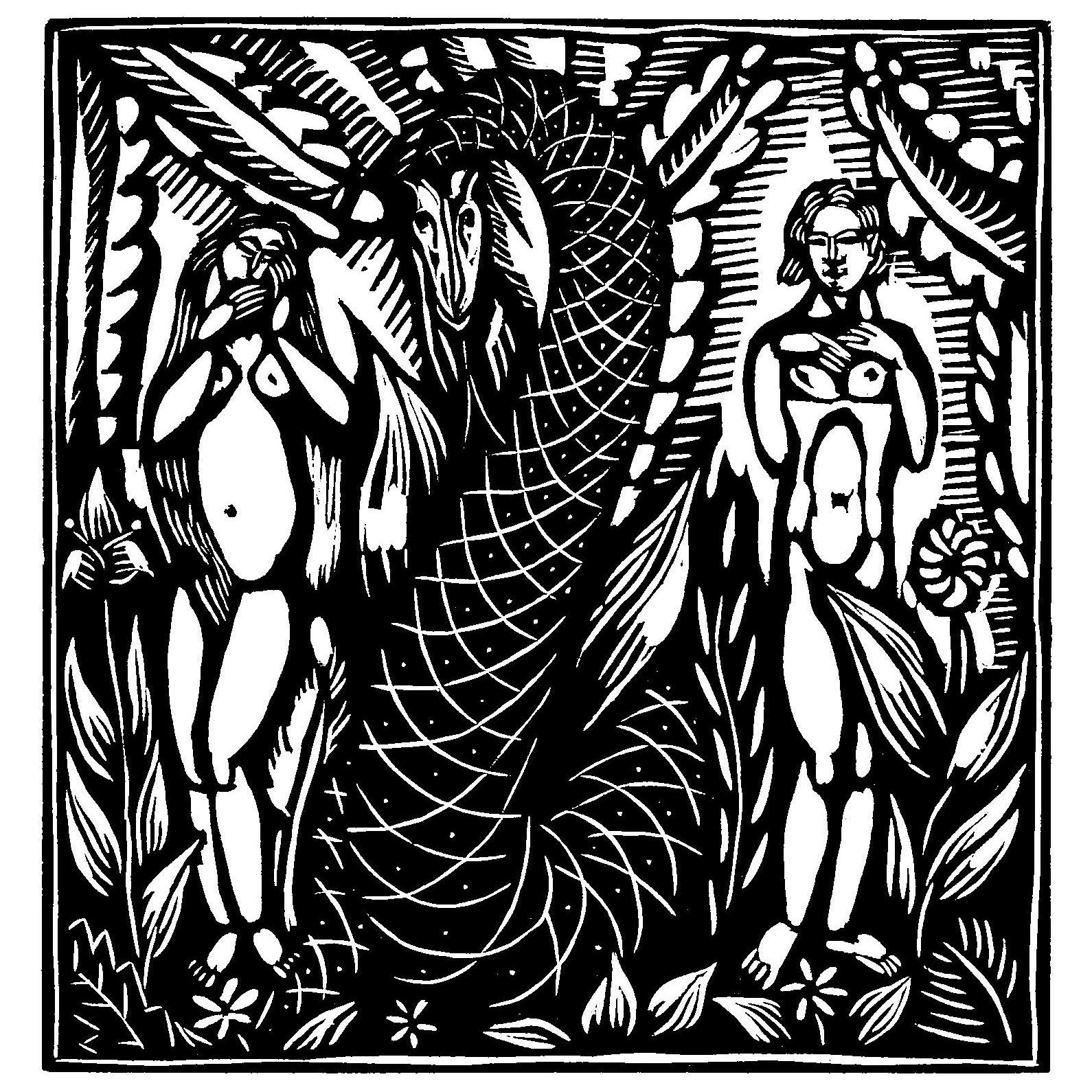
Le Serpent
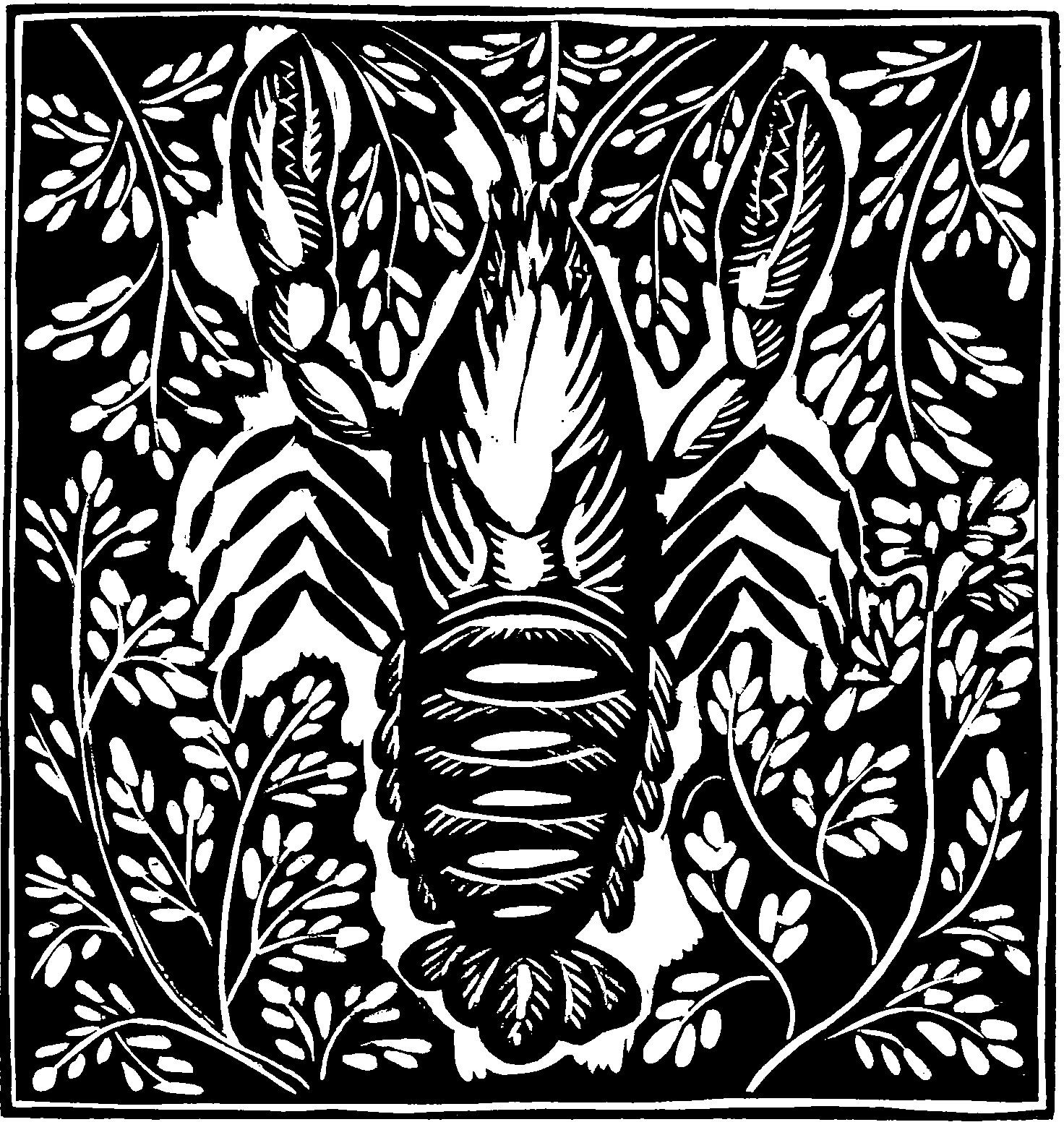
L'Écrevisse
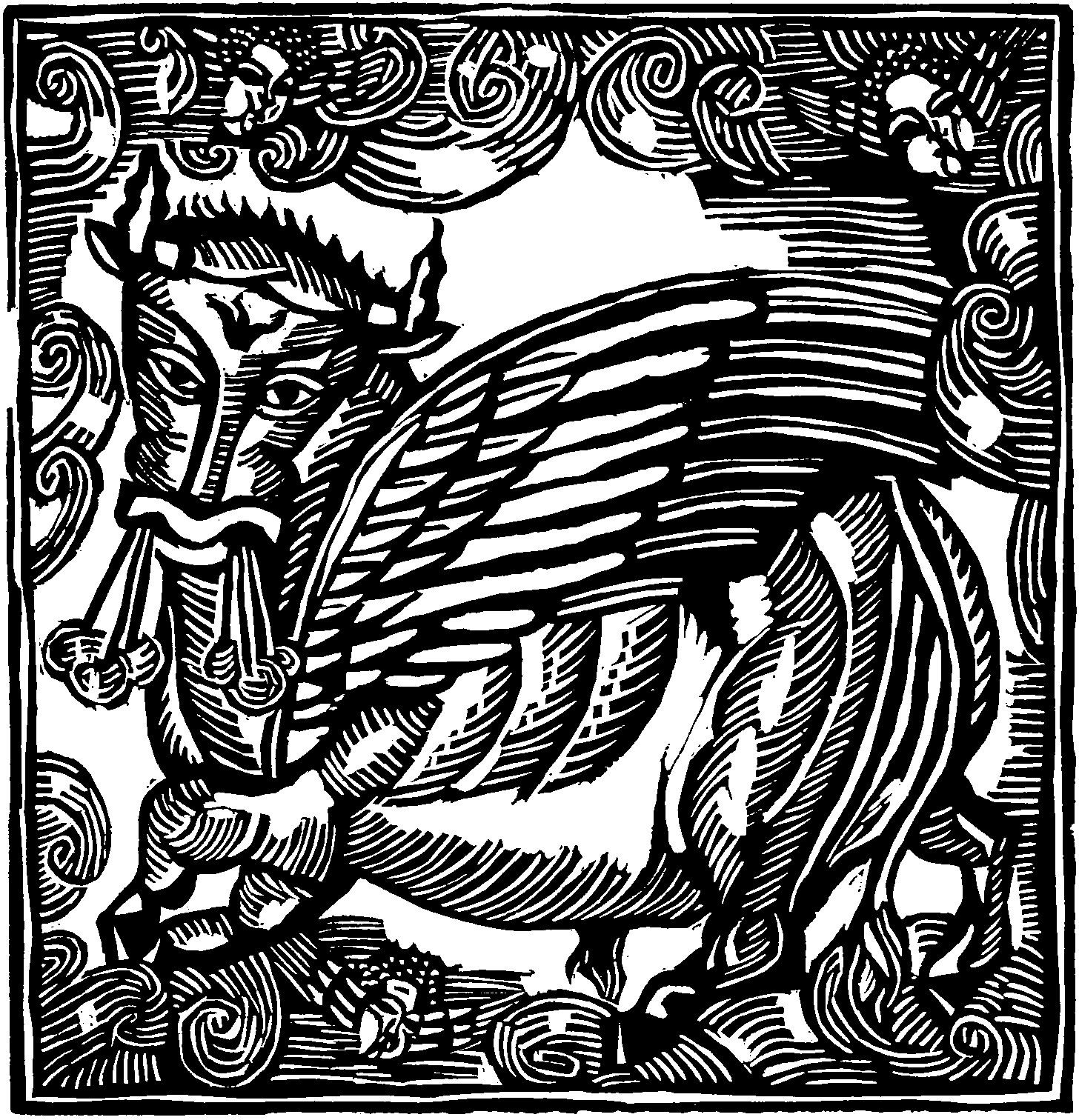
Le Bœuf
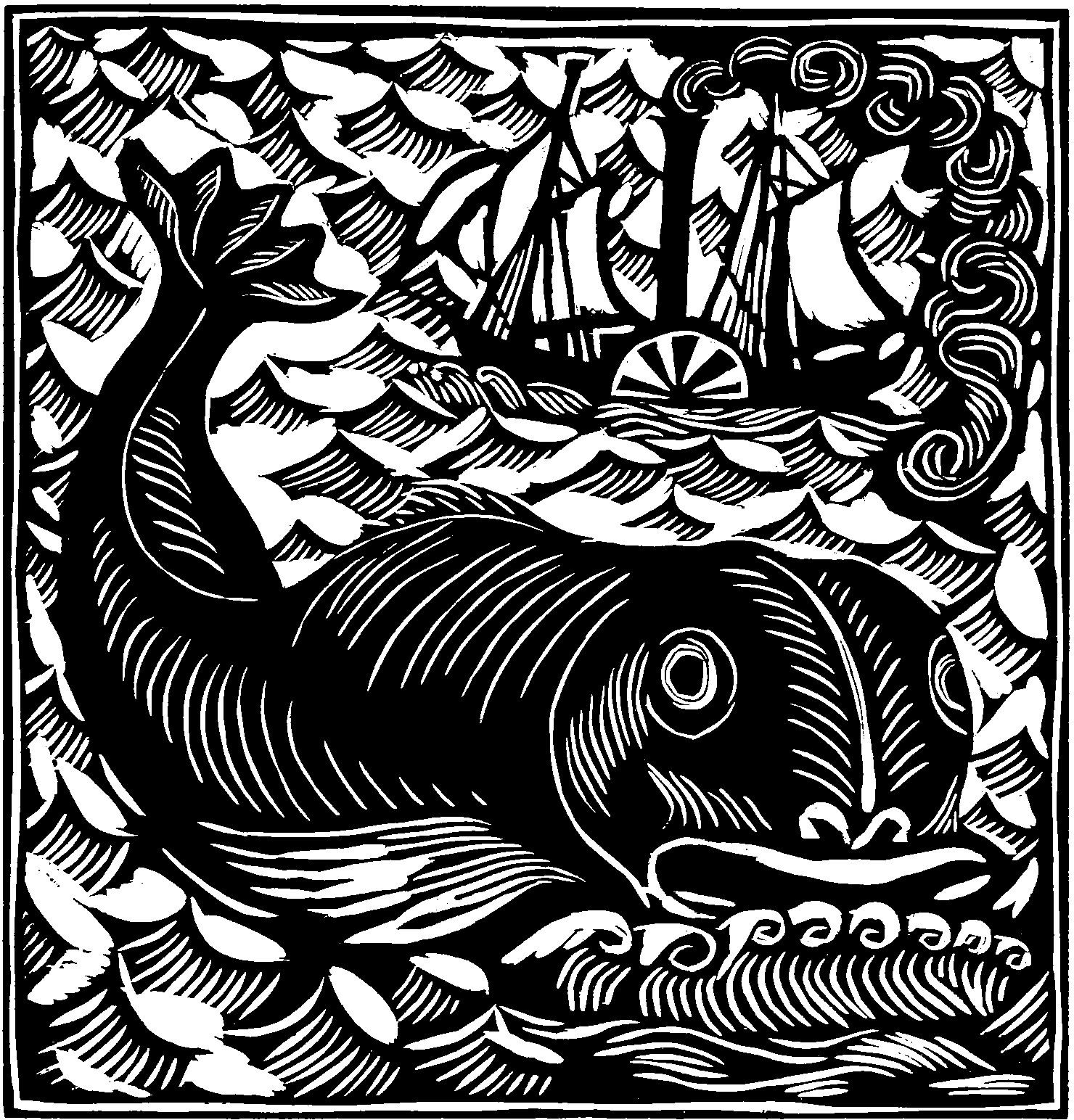
Le Dauphin
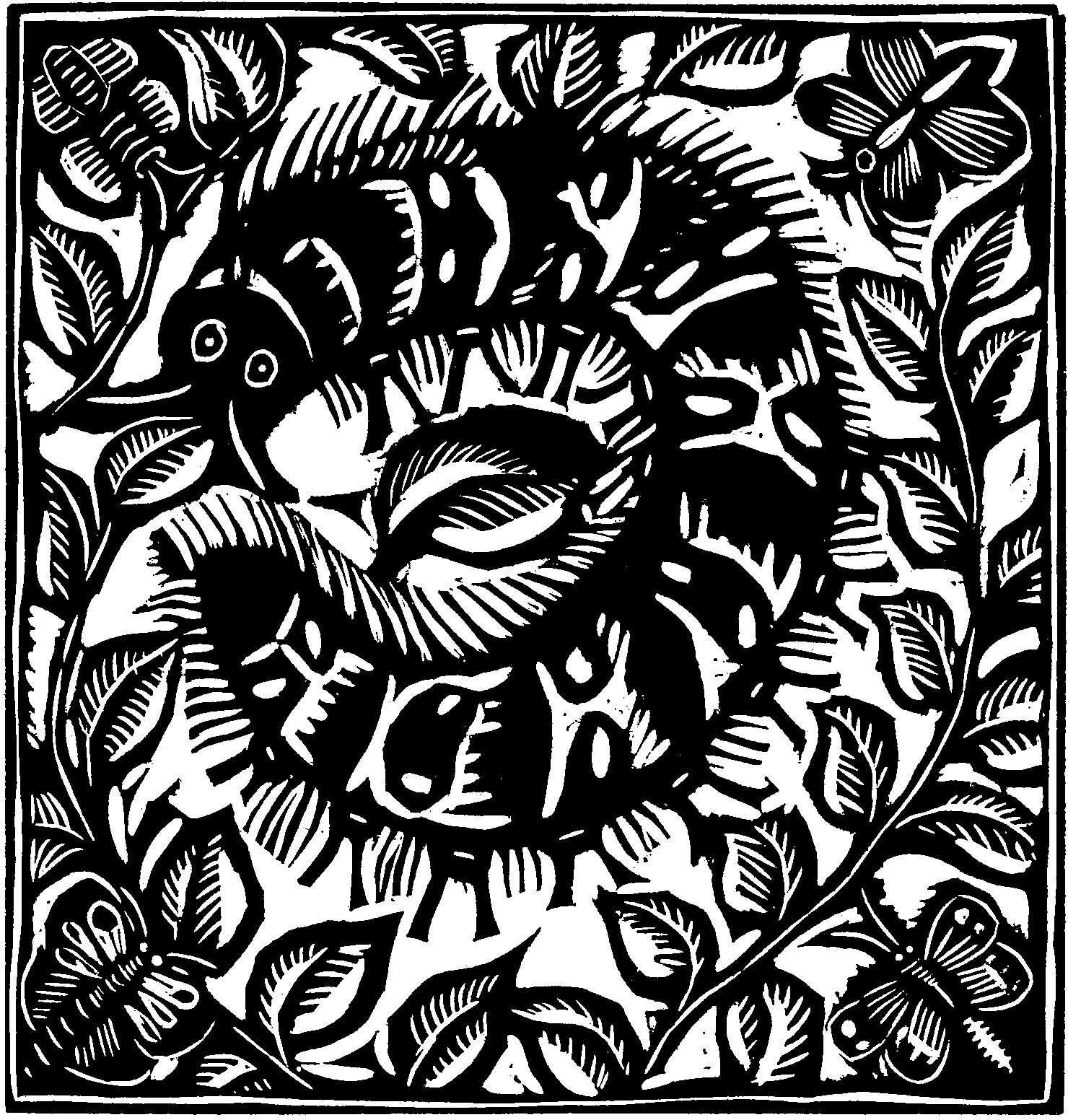
La Chenille
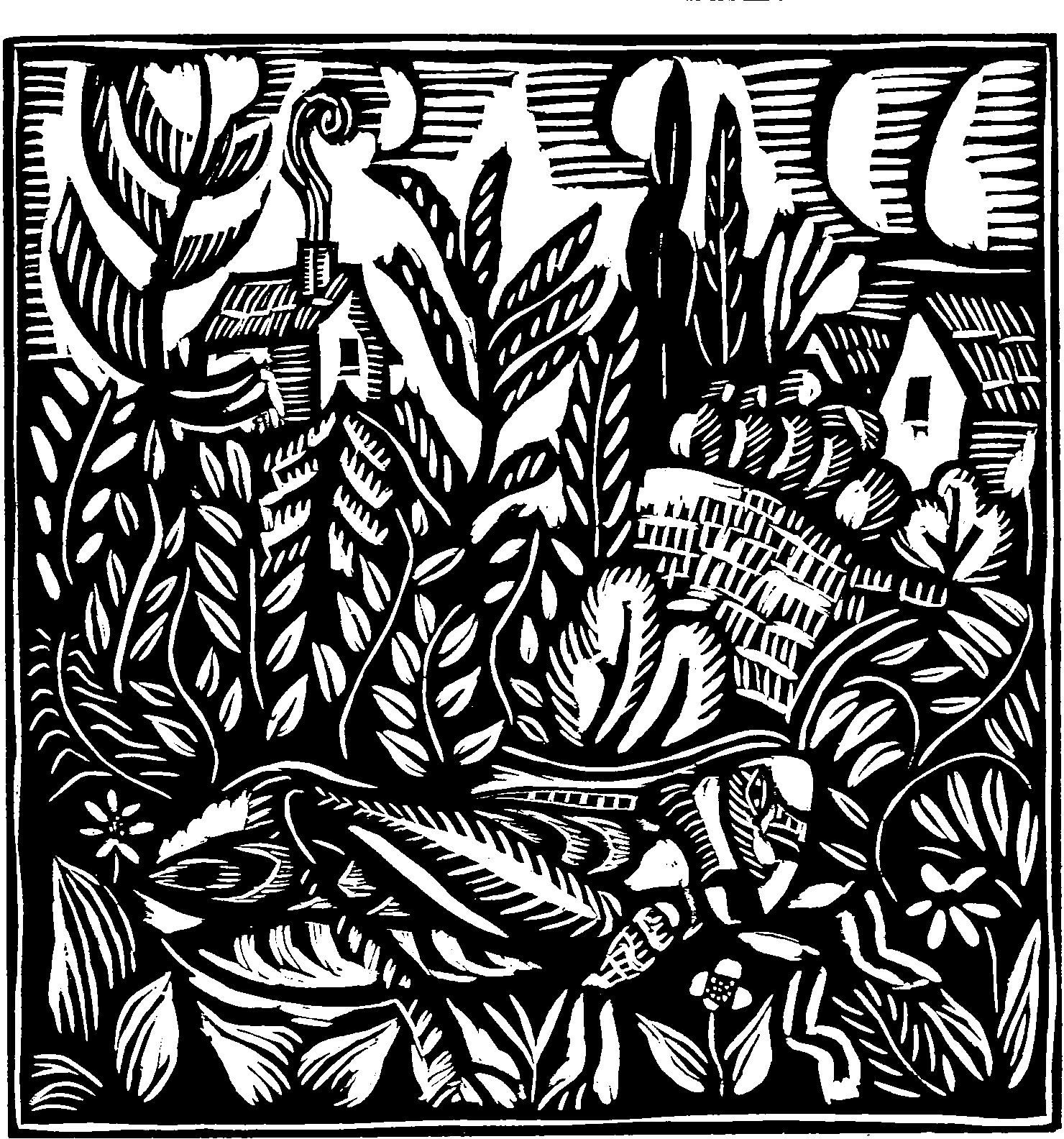
La Sauterelle

Cet ouvrage a ultérieurement connu de nombreuses autres éditions illustrées, notamment en 1962 avec les lithographies en couleurs de Jean Picart Le Doux et les burins de Tavy Notton.

## Adaptations musicales
Ces poèmes ont été mis en musique par de nombreux compositeurs. Parmi eux :
- Francis Poulenc : 6 poèmes (Le Dromadaire ; La Chèvre du Thibet ; La Sauterelle ; Le Dauphin ; L'Écrevisse ; La Carpe), pour voix de femme et piano ou ensemble instrumental en 1919[9] ;
- Louis Durey : 26 poèmes en 1919[10] ;
- Yves Nat : Dans vos viviers, dans vos étangs, 1943 ;
- Claude Ballif : Le Cortège d’Orphée, op. 1b, 1945-1948
- Robert Caby : sept mélodies en 1945-1948 ;
- Michel Philippot : Recueil de 4 Mélodies en 1948 ;
- Jean Absil : 5 poèmes, pour chœur mixte a cappella en 1964 ;
- Robert Cornman : Le Bestiaire Alpha en 1961-1963 et Le Bestiaire Bêta en 1972 ;
- Lionel Daunais : Bestiaire en 1978 ;
- May Breguet : Bestiaire, 1982 ;
- Alain Corbellari : Bestiaire bis en 1991 ;
- Rachel Laurin : Bestiaire op. 22 en 1992 ;
- John Carbon : en 2002 ;
- Régis Campo : 11 poèmes, pour soprano et orchestre en 2008.

## Adaptation cinématographique
Le poème Ibis a été adapté en court métrage d'animation appelé Ibis réalisé par Mathilde Parquet et Loic Espuche.